# Conny Vakare
Rune Conny Vakare, född Andersson, 10 september 1959 i Strömstad, är en svensk skådespelare.

## Biografi
Vakare växte upp i Göteborg och genomgick grundskoleutbildning 1966-1975; först vid Nordhemsskolan och därefter vid Tynneredskolan. 1975-1977 studerade Vakare vid Träteknisktgymnasium och blev därefter möbel- och inredningssnickare. 1988-1991 studerade Vakare vid Teaterhögskolan i Malmö.

## Filmografi
- Tre kronor, 1994-1996
- Familjehemligheter, 2001
- Kom tillbaka, 2004
- Prinsessa, 2009
- Svarttaxi, 2010
- Maria Wern - Alla de stillsamma döda, 2010
- Hypnotisören, 2012
- Förtroligheten, 2013
- Tillgång och efterfrågan, 2014
- Stålkrigarinnor, 2018

## Teater

### Roller (ej komplett)
| År   | Roll                                              | Produktion                                           | Regi              | Teater            |
| ---- | ------------------------------------------------- | ---------------------------------------------------- | ----------------- | ----------------- |
| 2004 | Ensemble                                          | Trollkarlen från Oz (The Wizard of Oz) L. Frank Baum | Hans Wigren       | Östgötateatern    |
| 2010 | Duncan, kung av Skottland Macduff, skotsk hövding | Macbeth William Shakespeare                          | Thomas Segerström | Romateatern       |
| 2022 | Vilhelm Foldal                                    | Borkmania (John Gabriel Borkman) Henrik Ibsen        | Stefan Pucher     | Malmö Stadsteater |